# Crepidacantha kirkpatricki
Crepidacantha kirkpatricki is een mosdiertjessoort uit de familie van de Crepidacanthidae. De wetenschappelijke naam van de soort is voor het eerst geldig gepubliceerd in 1954 door Brown.